# Ярсі (Тапа)
Я́рсі (ест. Järsi küla) — село в Естонії, у волості Тапа повіту Ляене-Вірумаа.

## Населення
На 31 грудня 2011 року в селі не було постійних мешканців.

## Історія
З 10 жовтня 1991 до 21 жовтня 2017 року село входило до складу волості Тамсалу.